# Соколян, Марина Ивановна
Мари́на Соколя́н (родилась 18 декабря 1979 года в г. Полтава, УССР) — украинская писательница и сценарист.
В 2002 году получила диплом магистра социологии в Киево-Могилянской академии. Работает в киевском pr-агентстве.
По выражению журналиста Николая Скибы, творчество Марины Соколян характеризуется «решительностью и грациозностью соревнования по таким мощным течениям нашей повседневности, как потребительство, конформизм и психологическая самоизоляция современного человека».

## Книги
- Повесть «Башни и подземелья», издательство «Грани-Т», Киев, 2008;
- Роман «Новендиалия», издательство «Факт», Киев, 2008;
- Повесть «Херем», издательство «Факт», Киев, 2007;
- Роман «Посторонние в доме», издательство «Факт», Киев, 2006;
- Повесть «Кодло», издательство «Идея-пресс», Москва, 2006;
- Повесть «Одеяло сновидца», издательство «Факт», Киев, 2005;
- Роман «Баллада для Кривой Варги», издательство «Нора-друк», Киев, 2005;
- Пьеса «Душегубы и дух капитализма», издательством «Нора-друк», Киев, 2005.
- Повесть «Кодло», издательство «Факт», Киев, 2003;
- Сборник рассказов «Щепки» (укр. «Цурпалки»), издательство «Смолоскип», Киев, 2003;

## Журнальные публикации
- Пьеса «Диалоги богов 2», опубликовано в журнале «Поколение», Киев, 2003;
- Роман «Баллада для Кривой Варги», журнал «Курьер Кривбасса», Кривой Рог, 2005.

Кроме того, М. Соколян была редактором и соавтором сериала «Милицейская академия-2».

## Награды
- 2008 — Поощрительная премия ESFS от «Еврокона — 2008».
- 2008 — Премия «Открытие себя» от Международной ассамблеи фантастики «Портал» (повесть «Херем»).
- 2006 — Лауреат конкурса «Коронация слова», пьеса «Реторта»,
- 2004 — Первое место на фестивале «Биеннале актуальных искусств Украины» за роман «Баллада для Кривой Варги».
- 2004 — Лауреат конкурса «Коронация слова», роман «Баллада для Кривой Варги».
- 2003 — Первое место на конкурсе «Старт» в номинации «литература» за повесть «Кодло».
- 2002 — Второе место на конкурсе издательства «Смолоскип» за сборник рассказов «Щепки».